# Sous-continent
Ne doit pas être confondu avec Microcontinent.
Un sous-continent (ou, plus rarement, subcontinent) est une partie d'un continent.
Le Centre national de ressources textuelles et lexicales définit le sous-continent comme étant une « partie importante et différenciée d'un continent ».
Il y a moins de consensus sur ce qui constitue un sous-continent que sur la définition des continents et des parties du monde. Toutefois, généralement on considère qu'un sous-continent est une subdivision, séparée du continent restant par une entité physique comme une chaîne de montagne ou une limite de plaques tectoniques mais l'expression sous-continent est aussi utilisée pour désigner une région culturellement et/ou politiquement dissociée du reste du continent. Par exemple, on utilisera l'expression sous-continent pour désigner le sous-continent indien (c'est-à-dire l'Asie du Sud) par rapport au reste de l'Asie, le sous-continent européen (l'Europe) par rapport au reste de l'Eurasie, le sous-continent nord-américain (l'Amérique du Nord) par rapport au reste de l'Amérique, le sous-continent nord-africain (l'Afrique du Nord) par rapport au reste de l'Afrique, etc.

## Sous-continents géologiques et géographiques

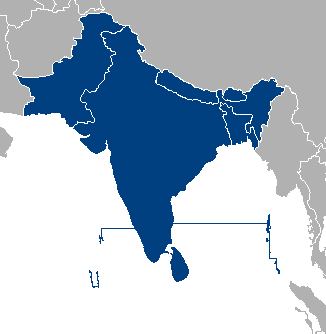
Carte des États du sous-continent indien.

Dans la tectonique des plaques, une petite plaque continentale reliée à une plus grande plaque continentale peut être appelée un sous-continent. Suivant cette définition, le sous-continent indien sur la plaque indienne et le sous-continent arabe sont reconnus comme tels. Ce dernier n'est généralement pas considérés géographiquement comme un sous-continent à cause de l'absence de limite géographique au nord. L’Europe est seulement une péninsule puisqu'elle se trouve sur la plaque eurasiatique.
Géographiquement, l'Europe est souvent décrite comme un sous-continent de l'Eurasie, un vaste territoire dans lequel l'Europe et l'Asie sont délimitées par des chaînes de montagne et des mers intérieures. De même, l'Australasie, le plus petit continent et le Groenland, la plus grande île, sont parfois appelés sous-continents.
L’Amérique du Nord et l'Amérique du Sud sont parfois considérées comme deux sous-continents du continent des Amériques (ou l'Amérique) puisqu'ils sont reliés par un isthme. De la même façon et pour la même raison, l'Afrique et l'Eurasie sont parfois considérées comme deux sous-continents qui formeraient l'Afro-Eurasie, Eurafrasie ou Afrasie. Toutefois, l'Amérique et l'Afro-Eurasie sont généralement considérés comme des supercontinents, composés de continents.

## Sous-continents culturels
Diverses sous-régions différentes culturellement du reste du continent dans lequel elles se trouvent peuvent être considérées comme des sous-continents. Plusieurs parties du monde sont concernées, notamment l'Europe, l'Amérique du Nord, l'Amérique du Sud, l'Asie du Sud, le Moyen-Orient, l'Afrique du Nord, l'Afrique subsaharienne, etc.
L'expression « sous-continent indien » est aussi utilisée sur un registre culturel et politique. Elle comprend l'Inde, le Pakistan, le Bangladesh, le Népal, les Maldives, le Bhoutan, et le Sri Lanka, et souvent aussi d'autres pays sud-asiatiques),. La région possède de grandes différences géographiques comme des déserts, des plateaux, des forêts pluviales, des montagnes et des myriades de langues, d'ethnies et de religions.
L'Europe et la Russie occidentale peuvent être vus comme un ensemble culturel formant le « sous-continent européen » de l'Eurasie.
On parle parfois de « sous-continent nord-africain » pour désigner l'Afrique du Nord en tant que région culturellement dissociée du reste du continent africain,, mais aussi géographiquement, notamment en raison de la barrière naturelle que forme le désert du Sahara entre cette région du monde et l'Afrique subsaharienne. En effet, à partir de 4000-3600 av. J.-C., à la suite de la désertification abrupte du Sahara due aux changements graduels de l'orbite terrestre, cette barrière a séparé d'un point de vue environnemental le Nord du reste du continent, accentuant les différences entre ces deux aires géographiques. Pour ces mêmes raisons géographiques et socio-culturelles, l'Afrique subsaharienne est aussi elle-même parfois désignée par l'expression « sous-continent subsaharien »,,.
La notion de « sous-continent maghrébin » désigne l'ensemble des territoires maghrébins, le Maghreb,, dans lequel l'Égypte est exclue. La région du Maghreb est historiquement liée du fait de son héritage culturel autochtone berbère, une origine commune, une histoire s'entremêlant, et possède une grande variété géologique de paysages, des montagnes et chaînes de montagnes, de grandes plaines, des plateaux, des déserts, des forêts, etc.
L'Amérique du Nord peut être désignée par l'expression « sous-continent nord-américain » par opposition, notamment politique, à l'Amérique du Sud, désignée elle par l'expression « sous-continent sud-américain »,. L'expression « sous-continent latino-américain » est parfois utilisée quant à elle pour désigner l'ensemble de l'Amérique latine (qui inclut l'Amérique du Sud, l'Amérique centrale, le Mexique et certaines îles des Caraïbes),,, dont les pays partagent certains traits socio-culturels communs.